# الإسلام في لندن
في تعداد عام 2001 كان هناك 607,083 مسلما في لندن الكبرى. في تعداد 2011 وحسب مكتب الإحصاءات الوطنية، ارتفعت نسبة المسلمين في لندن إلى 12.4% من السكان (21% من مسلمي إنجلترا). في القسم الإداري نيوهام وفي حي تاور هامليتس، نسبة المسلمين أكثر من 30%.

## التاريخ

توزيع المسلمين في تعداد 2011 في لندن الكبرى.

كان المسلمون الأوائل الذين استقروا في لندن هم من البحارة البنغاليين واليمنيين من القرن التاسع عشر. خدم كثير من المسلمين من شبه القارة الهندية في الجيش البريطاني وفي جيش الهند البريطاني فيالحرب العالمية الأولى والحرب العالمية الثانية. في موجة الهجرة التي تلت الحرب العالمية الثانية كثير من المسلمين هاجروا إلى المملكة المتحدة من دول الكومنولث والمستعمرات السابقة. بعد تقسيم الهند قدم العديد من المسلمين من باكستان وخاصة البنجاب وآزاد كشمير بالإضافة إلى ولاية كجرات الهندية. وتلت موجة الهجرة الأولى هجرات في الخمسينات والستينات من قبرص وسيلهيت وبنغلاديش (سابقاً باكستان الشرقية). كما وصل العديد من المسلمين من مختلف البلدان الأخرى، على الرغم من أن النسبة أقل بكثير من جنوب آسيا. ومن بين البلدان الأخرى، هناك أعداد كبيرة من المسلمين من اليمن والصومال وتركيا، في حين أن ماليزيا ونيجيريا وغانا وكينيا مثلت أصغر النسب بين المهاجرين. اليوم يأتي مسلمو لندن من جميع أنحاء العالم، هناك مجموعة صغيرة ولكنها متزايدة من المهتدين.

### القرن الحادي والعشرون
ينحدر معظم مسلمي لندن من المهاجرين من جنوب آسيا، وخاصة باكستان وبنغلاديش وأفغانستان والهند. هناك أيضا عدد كبير من المسلمين من الدول العربية. بين المسلمين الأفارقة هناك مجموعات مغاربية كبيرة (بما في ذلك الجزائرية والمصرية) والمجتمعات الصومالية، بالإضافة إلى 200,000 من جالية غرب أفريقيا في لندن. ولندن هي موطن للمجتمعات التركية الكبيرة والبوسنية المسلمة، وكلاهما يضم أكثر من 30000 شخص. ويوجد في المدينة أيضا عدد كبير من المطاعم التي تقدم الطعام الحلال (حوالي 2300).
غير أن هذا التدفق من المهاجرين أدى إلى مسائل العلاقات المجتمعية. في الطرف الشرقي من لندن، هناك الكثير من التوتر في المنطقة حول إيست هام وباركينج وداجنهام بين المسلمين وغير المسلمين. حصل الحزب الوطني البريطاني المناهض للمهاجرين على أعلى نسبة تصويت بنسبة 16.9٪ في الانتخابات العامة لعام 2005 في باركينغ.
في عام 2013، أفادت التقارير أن هناك 13,400 من الشركات التي يملكها مسلمون في لندن، الأمر الذي وفر أكثر من 70,000 وظيفة وتمثل أكثر بقليل من 33 بالمائة من الشركات الصغيرة والمتوسطة في لندن.

## مساجد ومؤسسات معروفة
افتتح أول مسجد في لندن من قبل محمد دولي في عام 1895، في شارع ألبرت، كامدن الحديثة. البروفيسور رون غيفيس يذكر ذلك في سيرة عبد الله كيليام. وعلاوة على ذلك هو موضوع فيلم وثائقي قادم مع جولات التاريخ الإسلامي.

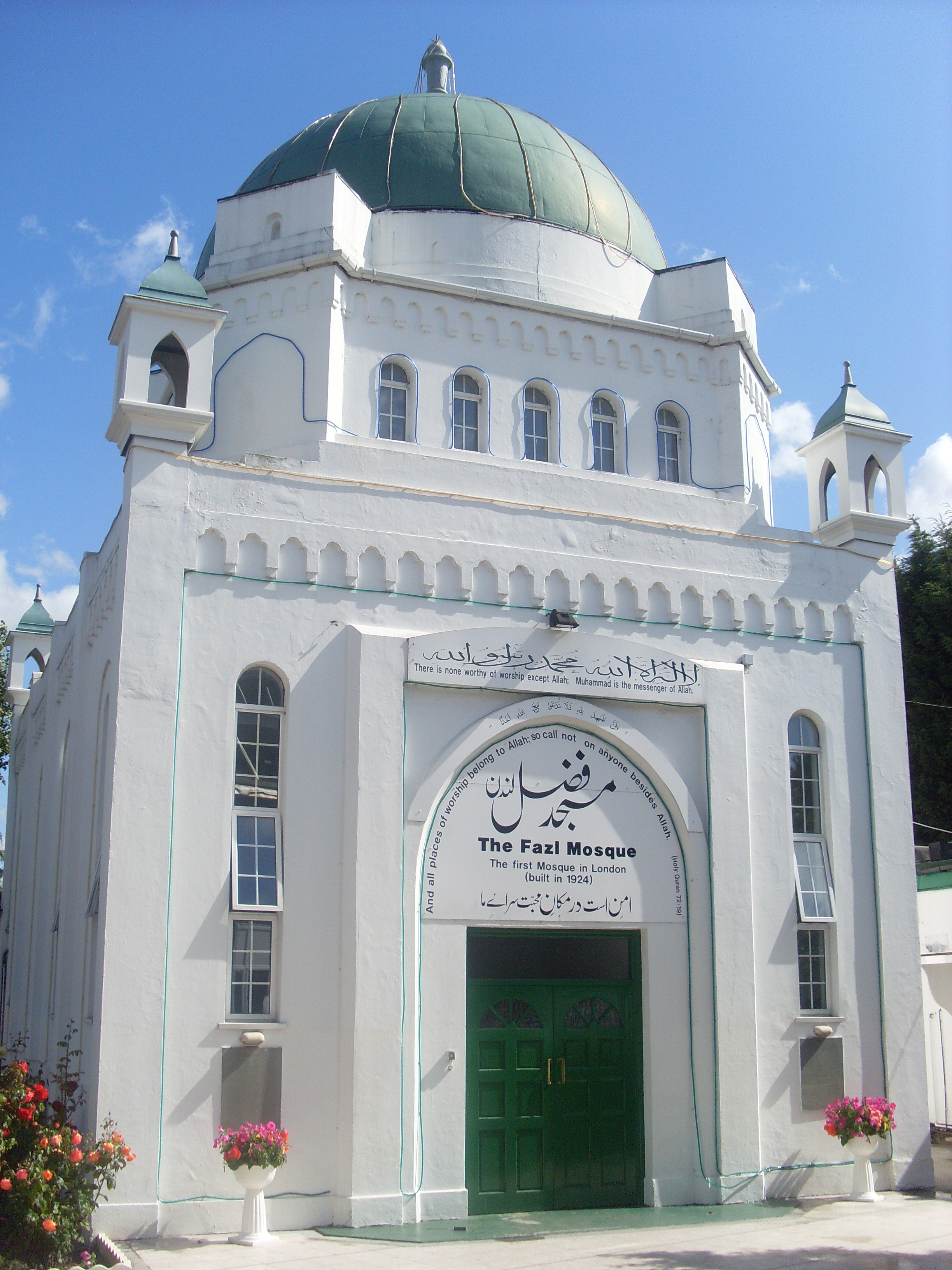
مسجد الفضل في ساوثفيلدز، أول مسجد بني في لندن، افتتح عام 1926.

أول مسجد بني لهذا الغرض في لندن في ساوثفيلدز، واندزورث. تم افتتاح مسجد الفضل في عام 1926 كمشروع لمجتمع الأحمدية القاديانية التي ظهرت في قاديان في الهند. منذ عام 1984، كان المسجد والمباني المحيطة به مقر إقامة الخلافة الأحمدية.
أحد أول المساجد الكبيرة كان في بريك لين في بناء مدرج والذي كان في البدء كنيسة في القرن الثامن عشر ثم تم تحويله إلى كنيس يهودي في القرن التاسع عشر، مما يعكس موجات الهجرة المتغيرة من هوغونوتيون إلى يهود أوروبا الشرقية إلى البنغاليين. بعد افتتاح مسجد بريك لين تم بناء مسجدين كبيرين، مسجد شرق لندن (مع مركز لندن الإسلامي المجاور ومركز مريم) على طريق وايت تشابل على مسافة قريبة من سبيتالفيلدز، ومسجد لندن المركزي في ريجنت بارك.
تشمل المساجد الأخرى في لندن الداخلية مسجد بريكستون، في وسط منطقة أفرو كاريبي، ومسجد فنزبري بارك (المعروف أيضًا باسم مسجد شمال لندن المركزي).
يخدم مسجد سليمان على طريق كينغسلاند المجتمع التركي إلى حد كبير. سمي على اسم معلم شهير في إسطنبول هو مسجد سليمان القانوني، وقد تم تشييده وفتحه في عام 1999. كان مسجد شاكلويل لين أول مسجد تركي في المملكة المتحدة. تم تأسيسه من قبل القبارصة في عام 1977، وأيضا في كنيس محوّل. تم تحويل المسجد العزيزي القريب في ستوك نيوينغتون من سينما.
يوجد في لندن الخارجية كل من مسجد كرويدون ومسجد بيت الفتوح في ميرتونو مسجد آبي ميلز في ستراتفورد. ومن المعالم البارزة أيضا مسجد وسط ويمبلي ومسجد ليتونستون ومسجد هارو المركزي.
المركز الإسلامي في إنجلترا مؤسسة تعليمية افتتحت عام 1998. لندن هي أيضاً مقر الكلية الإسلامية، الكلية والجامعة التي تقدم درجات البكالوريوس والماجستير بالتنسيق مع جامعة ميدلسكس.

## وصلات خارجية
- دليل المواضيع الإسلامية في لندن